# Almost Unreal
Az Almost Unreal című dal a svéd Roxette 1993. május 10-én megjelent kislemeze az 1993-ban bemutatott Super Mario Bros. című filmnek, melynek Bob Hoskins, John Leguizamo és Dennis Hopper a főszereplője. A dal számos országban, többek között Skandináviában, Írországban, és az Egyesült Királyságban a húsz legnépszerűbb slágerek közé tartozott, azonban a legutolsó Top 10-es slágere is volt ezekben az országokban. Kivéve az "It Must Have Been Love" című dal újbóli kiadását. A dal nem volt sikeres Észak-Amerikában, és a Billboard Hot 100-as listán is csupán a 94. helyre került. Kanadában a 30. helyre sikerült kerülnie. A duó elutasította a dalt, hogy bónuszként kerüljön fel a következő albumuk, a Crash! Boom! Bang! japán kiadására, melynek a címe az "Almost Unreal" címet kapta. 

## Előzmények
A dalt Per Gessle írta, miután a Walt Disney Pictures felvette a kapcsolatot vele a közelgő Bette Midler féle "Hocus Pocus" című film kapcsán. A dalt miután befejezték a londoni Mayfair Stúdióban 1993 márciusában, Gessle-t tájékoztatta a Disney, hogy az amerikai En Vogue nevű lánybanda rögzítette a film főcímdalát. Az "Almost Unreal" című dalt később egy másik Disney produkcióba, a Nintendo játék sorozatának a Super Mario Bros. betétdalának szánták, így a duó hosszas gondolkodás után engedélyezte a dal felhasználását a filmben, mivel mindketten rajongtak Bob Hoskins és Dennis Hopper színészekért. A duó újból felvette a dalt, hogy kerülje a korábbi verziót, mely a "Hocus Pocus" című filmre fókuszált, a címet azonban meghagyták. A dalt 1993 márciusában vették fel a stockholmi Polar Stúdióban, amikor Marie kilenc hónapos terhes volt.

## Videoklip
A videoklipet Michael Geoghegan rendezte, és egy olyan videojátékot játszó férfi szerepel benne (Nick Pickard) aki a film egyes részeit, és a dal előadóit figyeli.

## Megjelenések
Zene és szöveg Per Gessle.
- 7" & 12"  Ausztrália EMI 8806494 ·  Európai Unió EMI 8806492 ·  Amerikai Egyesült Államok EMI 4KM-44942 ·  Egyesült Királyság EM268)

1. "Almost Unreal" – 3:59
2. "The Heart Shaped Sea" – 4:10

- 12" (picture disc)  Egyesült Királyság  12EMPD268

1. "Almost Unreal" – 3:59
2. "The Heart Shaped Sea" – 4:10
3. "Fingertips '93" – 3:42

- CD Single  Európai Unió 8806762 ·  Egyesült Királyság  CDEM268

1. "Almost Unreal" – 3:59
2. "The Heart Shaped Sea" – 4:10
3. "Fingertips '93" – 3:42
4. "Almost Unreal" (AC Mix) – 3:56

## Slágerlista
| Slágerlista (1993)                    | Legjobb helyezések |
| ------------------------------------- | ------------------ |
| Ausztrália (ARIA)                     | 17                 |
| Ausztria (Ö3 Austria Top 40)          | 20                 |
| Belgium (Ultratop 50 Flanders)        | 23                 |
| Kanada Top Singles (RPM)              | 29                 |
| Denmark (IFPI)                        | 7                  |
| Németország (Media Control Charts)    | 20                 |
| Iceland (Íslenski Listinn Topp 40)    | 9                  |
| Írország (IRMA)                       | 5                  |
| Hollandia (Top 40)                    | 27                 |
| Hollandia (Single Top 100)            | 31                 |
| Norvégia (VG-lista)                   | 6                  |
| Poland Airplay (ZPAV)                 | 4                  |
| Spain (AFYVE)                         | 21                 |
| Svédország (Sverigetopplistan)        | 8                  |
| Svájc (Schweizer Hitparade)           | 15                 |
| Egyesült Királyság (UK Singles Chart) | 7                  |
| US Billboard Hot 100                  | 94                 |

| Slágerlista (1993)                   | Helyezések |
| ------------------------------------ | ---------- |
| Australia (ARIA)                     | 81         |
| Europe (Eurochart Hot 100)           | 85         |
| Germany (GfK)                        | 83         |
| Netherlands (Dutch Top 40)           | 229        |
| UK Singles (Official Charts Company) | 78         |